# 昂特拉姆
昂特拉姆（法語：Entrammes，法語發音：[ɑ̃tʁam]）是法国马耶讷省的一个市镇，位于该省中南部，属于拉瓦勒区。

## 地理
昂特拉姆（47°59'45"N, 0°42'50"W）面积26.16 平方千米，位于法国卢瓦尔河地区大区马耶讷省，该省份为法国西北部内陆省份，北起芒什省和奧恩省，西接伊勒-维莱讷省，南至曼恩-卢瓦尔省，东临萨尔特省。
与昂特拉姆接壤的市镇（或旧市镇、城区）包括：邦尚莱拉瓦勒、福尔塞、吕斯里、拉瓦勒、曼恩地区迈松塞勒、维宽河畔尼耶、奥里涅、帕尔内叙罗克、维利耶沙勒马涅。
昂特拉姆的时区为UTC+01:00、UTC+02:00（夏令时）。

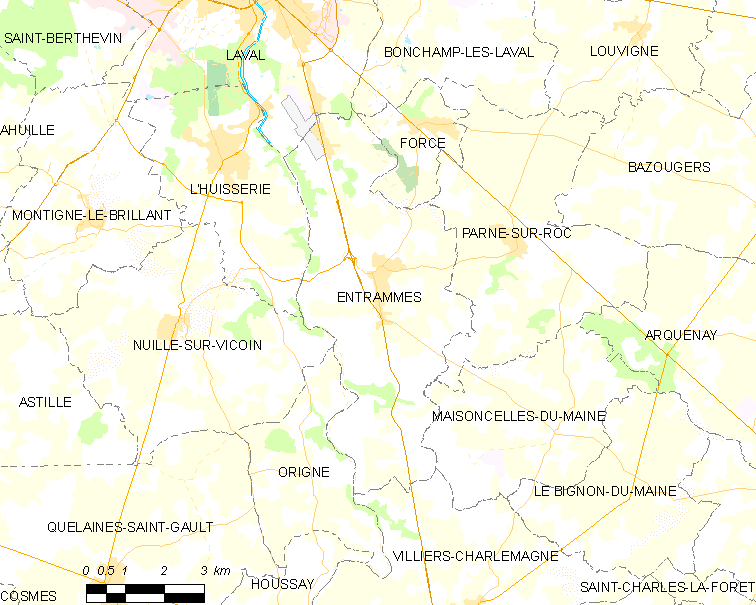
昂特拉姆的OSM定位图

## 行政
昂特拉姆的邮政编码为53260，INSEE市镇编码为53094。

## 政治
昂特拉姆所属的省级选区为吕斯里县。

## 交通
法国国道N162线纵贯全境。

## 人口

1962-2008年间昂特拉姆人口变化图示

昂特拉姆于2022年1月1日时的人口数量为2278人。